# Mahmoud Alaa El-Din
Mahmoud Alaa  (sinh năm 1991) là một cầu thủ bóng đá người Ai Cập. Anh thi đấu cho Đội tuyển bóng đá quốc gia Ai Cập. Anh từng thi đấu tại Thế vận hội Mùa hè 2012. Hiện tại anh thi đấu cho câu lạc bộ Ai Cập Zamalek SC.

## Danh hiệu

### Zamalek SC
- Cúp bóng đá Ai Cập (1): 2017–18